# Góra Chełmska

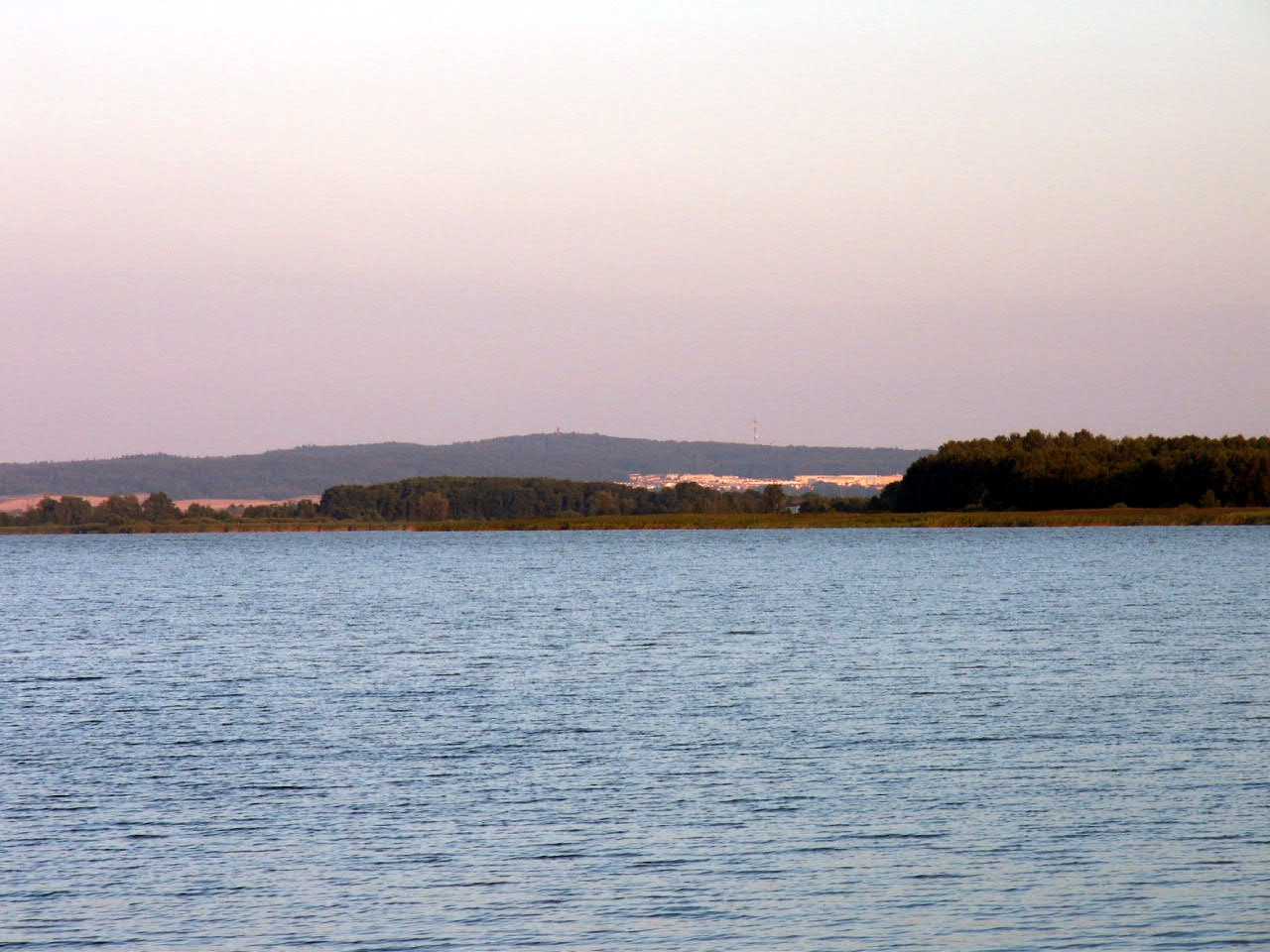
Widok na Górę Chełmską z jeziora Jamno

Góra Chełmska – wał moreny czołowej na Pobrzeżu Koszalińskim, położony w województwie zachodniopomorskim, w granicach miasta Koszalina.
Najwyższe wzgórze Góry Chełmskiej – Krzyżanka ma wysokość 136,2 m n.p.m., Krzywogóra – 133,0 m n.p.m., Leśnica – 118,5 m n.p.m., Lisica – 33 m n.p.m.
Wał morenowy Góry Chełmskiej, prawdopodobnie istniał już podczas kształtowania się południowego brzegu Bałtyku (ok. 12,5 tys. lat temu). Od XII do XVI wieku Góra Chełmska była miejscem kultu chrześcijańskiego.
Jest to glacjotektonicznie spiętrzona morena czołowa, w której tkwią porwaki piasków i iłów trzeciorzędowych.

## Położenie
Góra Chełmska rozdziela Równinę Słupską od Równiny Białogardzkiej. Wał morenowy obejmuje wschodnią część miasta Koszalina. Góra Chełmska jest oddalona od Morza Bałtyckiego o 8 km w linii prostej. 
Z centralnej części Góry Chełmskiej spływa w kierunku północno-wschodnim strumień Grodna, który uchodzi do rzeki Unieści.
U jej podnóża po stronie północnej przebiega droga krajowa nr 6 z Koszalina do Słupska. W południowej części biegnie droga wojewódzka nr 206 (ul. Zwycięstwa). Przez centralną część wału przechodzi ul. Słupska z osiedla Jedliny do wsi Kłos.
Połączenie sezonowe z centrum Koszalina umożliwiają autobusy komunikacji miejskiej (linia nr 23). W okolicy Góry Chełmskiej znajduje się wiele bezpłatnych parkingów, na których można pozostawić samochód. Ponadto, wierzchołek można osiągnąć idąc około 40 minut terenami rekreacyjnymi spod stadionu Gwardii na osiedlu Przylesie.

## Zagospodarowanie

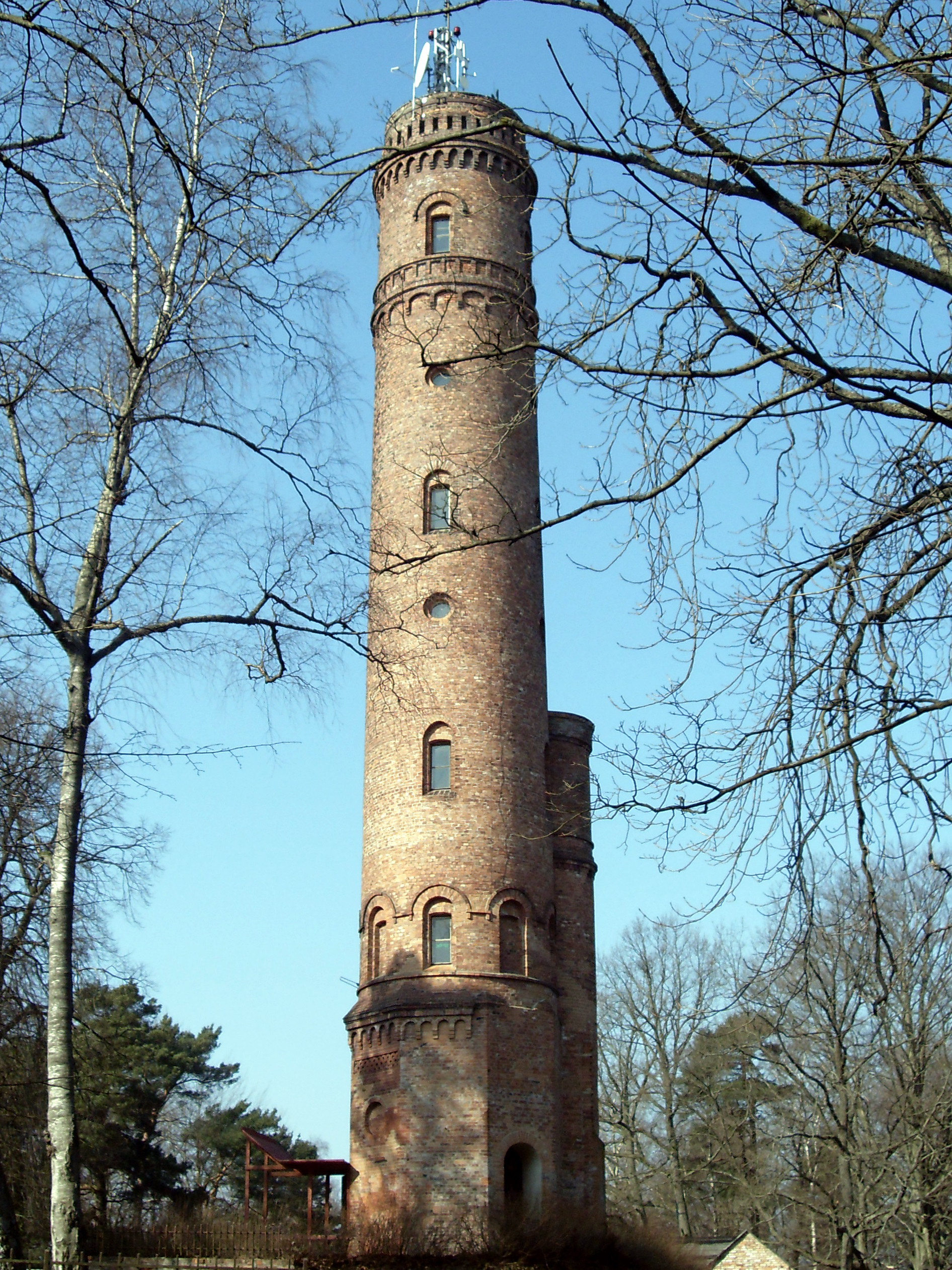
Wieża widokowa na Krzyżance

Na Krzyżance znajduje się zbudowana w 1888 r. wieża widokowa dostępna dla zwiedzających. Na wieży umieszczono stację nadającą sygnał radiowy. Na południe od Krzyżanki przy ul. Słupskiej znajduje się Radiowo-Telewizyjny Ośrodek Nadawczy "Góra Chełmska", który nadaje sygnał siedmiu stacji radiowych i dwa multipleksy telewizyjne. Przy północnym podnóżu Krzyżanki zbudowano stadion sportowy. Na Górze Chełmskiej utworzono także park linowy.
Na Krzyżance znajduje się Sanktuarium Matki Bożej Trzykroć Przedziwnej, pełniące funkcję sanktuarium diecezjalnego.
W 2011 rozpoczęto na Krzyżance szeroko zakrojone, kilkuetapowe prace remontowo-budowlane. Pierwszy etap prac (lata: 2011-13) obejmował renowacje elewacji wieży widokowej wraz z wymianą okien i odnowieniem tarasu widokowego. W drugim etapie  wzmocniono fundamenty wieży widokowej poprzez wbicie 55 żelbetowych pali o długości 12 m. III etap prac obejmuje wybudowanie centrum pielgrzymkowo-turystycznego składającego się z auli, muzeum, kaplicy, kawiarni, sal dydaktycznych i węzła sanitarnego.

## Historia

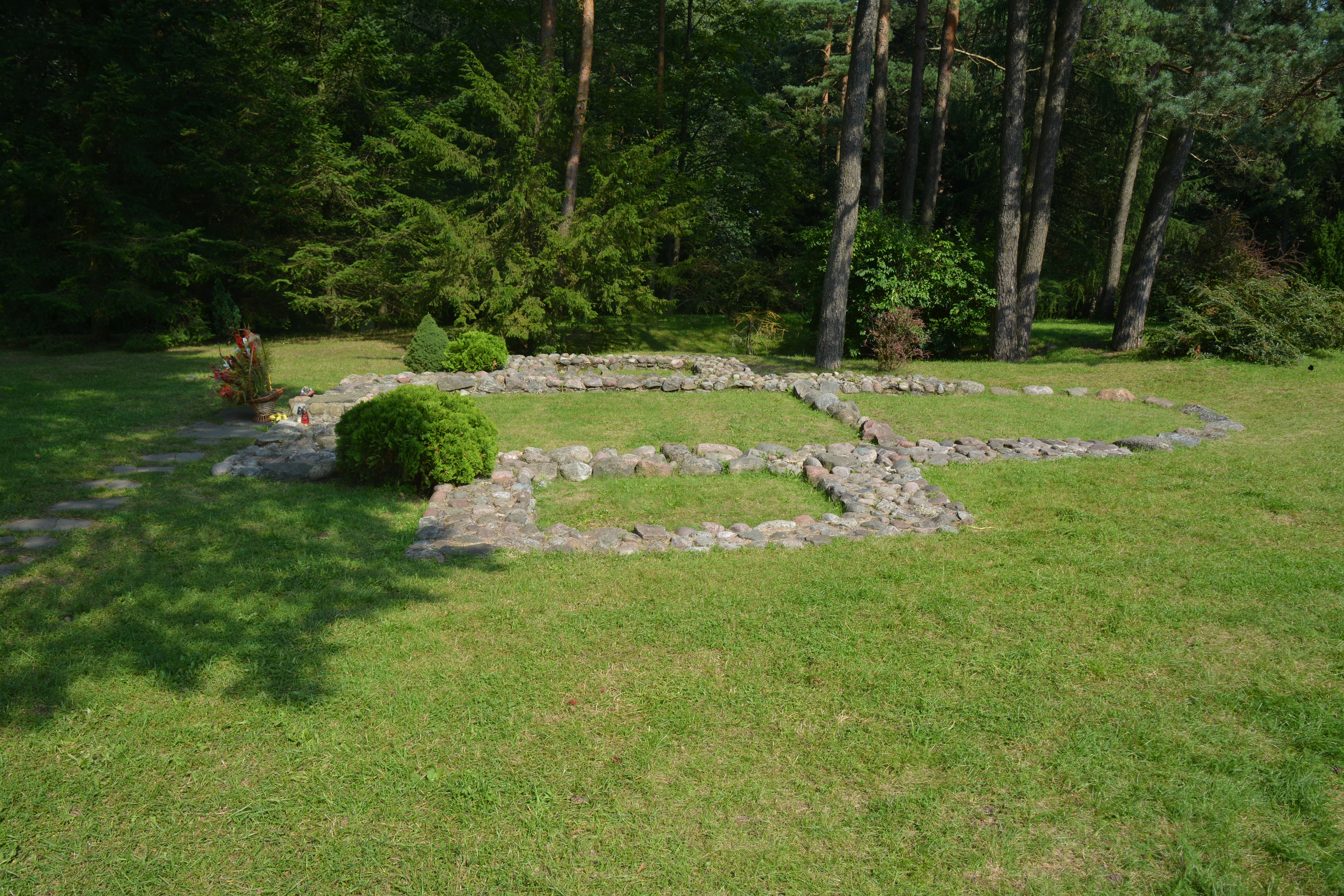
Fundamenty kaplicy z pocz. XIII w.

Na szczycie odkryto pozostałości działalności ludzkiej z okresu wczesnego średniowiecza. Działalność ta nie miała jednak charakteru osadniczego, a czysto symboliczny. Odsłonięto bowiem ślady palenisk, a także pozostałość bliżej nieokreślonej konstrukcji, w starszej literaturze określanej jako pozostałość świątyni pogańskiej. Pierwsza wzmianka historyczna o Górze Chełmskiej pochodzi z 1214 roku, kiedy książę Bogusław II nadał klasztorowi norbertanów w Białobokach wieś Koszalin. W nadaniu tym położenie wsi określane jest wyrazem iuxta Cholin, co znaczy w pobliżu Chełma (Gollenberg). Fakt, że posłużono się nazwą Góry Chełmskiej dla określenia położenia wsi świadczy o pełnieniu znaczącej funkcji punktu orientacyjnego dla najbliższej okolicy.
Na przełomie XII i XIII wieku na Krzyżance zbudowano kaplicę pw. Najświętszej Marii Panny. Od XII wieku do ok. 1530 r. kaplica na Krzyżance była miejscem kultu chrześcijańskiego i pielgrzymowania. To tu, na cmentarzu przy sanktuarium maryjnym leży wielu pogrzebanych pątników, którzy sami dokonali wyboru miejsca swojego spoczynku.
W latach 1959–1962 oraz 1986–1987 przeprowadzono badania archeologiczne na Krzyżance, gdzie odkryto relikty murów kaplicy z XIII wieku, kościoła z XV wieku i cmentarzysko wczesnośredniowieczne, związane z udokumentowanym źródłowo kultem chrześcijańskim.

## Oronimia
W pierwszej wzmiance pochodzącej z 1214 r. określono wyniesienie jako Cholin, co miało oznaczać Chełm (Gollenberg).
W publikacjach niemieckich znana jest pod nazwami: Gollenberg, Gollen. Na niemieckiej mapie z 1789 r. widnieje nazwa Der Gollen Berg.
W studium z 1902 r. ks. Stanisław Kujot napisał "[...] Otto św. już nie zwiedzał, nie był nawet w Koszalinie pod Gołą górą, w pobliżu Kołobrzega".
Na polskiej mapie wojskowej z 1947 r. cały wał morenowy oznaczono pod nazwą Góry Chełm.
W 1949 r. wprowadzono urzędowo nazwę Gołogóra, zastępując poprzednią niemiecką nazwę Gollen Berg.
Mapa turystyczna, wydana w 1955 roku nazywa całe pasmo moreny czołowej ograniczone dolinami rzek Unieści i Dzierżęcinki lub po prostu wzgórza pomiędzy Koszalinem i Sianowem: „Gołogóra”.
Według mapy turystycznej, wydanej w 1956 roku całe pasmo wzgórz dzieli się na trzy główne szczyty: Krzyżankę, Leśnicę i Krzywogórę.

## Szlaki turystyczne
Na szczycie Góry Chełmskiej węzeł znakowanych szlaków turystycznych:
- Szlak Pielgrzymkowy im. Papieża Jana Pawła II (Góra Chełmska→ Polanów)
- Szlak im. Józefa Chrząszczyńskiego (Góra Chełmska→ Tychowo)
- Szlak Porwanego Księcia (Koszalin ul. Gdańska→ Góra Chełmska→ Sianów)
- Szlak Pętla Tatrzańska (Koszalin ul. Gdańska→ Góra Chełmska)
- Pomorska Droga św. Jakuba (Gdańsk→ Góra Chełmska→Szczecin)